# Le Coteau
Le Coteau es una comuna francesa situada en el departamento de Loira, en la región de Auvernia-Ródano-Alpes.

## Demografía
| 6571 | 7613 | 8488 | 8359 | 7469 | 7375 | 6886 |
| Para los censos de 1962 a 1999 la población legal corresponde a la población sin duplicidades (Fuente: INSEE [Consultar]) |      |      |      |      |      |      |